# Tomelilla (đô thị)
Đô thị Tomelilla (tiếng Thụy Điển: Tomelilla kommun) là một đô thị ở hạt Skåne của Thụy Điển. Thủ phủ là thị xã Tomelilla. Dân số thời điểm 31 tháng 12 năm 2000 là 12372 người.